# Goiás (stad)
Goiás (även känd som Goiás Velho, gamla Goiás) är en stad och kommun i centrala Brasilien. Den var fram till 1937 huvudstad i delstaten Goiás, då regeringen flyttade till den nyanlagda staden Goiânia. Folkmängden i kommunen uppgår till cirka 25 000 invånare. Staden grundades år 1727 av upptäckaren (bandeirante) Bartolomeu Bueno da Silva. Den kallades under kolonialtiden Vila Boa (bra by på portugisiska). Tack vare sin historiska betydelse har Goiás historiska centrum klassats som ett världsarv.

## Administrativ indelning
Kommunen var år 2010 indelad i sex distrikt:
- Buenolândia
- Calcilândia
- Davidópolis
- Goiás
- São João
- Uvá